# Malentendidos comunes sobre la genética
Durante la segunda mitad del siglo XX, los campos de la genética y la biología molecular maduraron enormemente, aumentando significativamente la comprensión de la herencia biológica .     Como ocurre con otros campos del conocimiento complejos y en evolución, la conciencia pública sobre estos avances se ha producido principalmente a través de los medios de comunicación, y han surgido una serie de malentendidos comunes sobre la genética .

## Determinismo genético
Es un error popular pensar que todas las pautas de comportamiento de un animal, y más en general su fenotipo, están rígidamente determinadas por sus genes. Aunque existen muchos ejemplos de animales que muestran ciertos comportamientos bien definidos que están programados genéticamente, estos ejemplos no pueden extrapolarse a todo el comportamiento animal. Hay pruebas fehacientes de que algunos aspectos básicos del comportamiento humano, como los ritmos circadianos, tienen una base genética, pero está claro que muchos otros aspectos no.
En primer lugar, gran parte de la variabilidad fenotípica no proviene de los genes mismos. Por ejemplo:
1. Herencia epigenética. En su definición más amplia, incluye todos los mecanismos de herencia biológica que no modifican la secuencia de ADN del genoma. En una definición más restringida, excluye fenómenos biológicos como los efectos de los priones y los anticuerpos maternos, que también se heredan y tienen claras implicaciones para la supervivencia.
2. Aprender de la experiencia. Esta característica es obviamente importante para los humanos, pero existen pruebas considerables de comportamiento aprendido en otras especies animales (vertebrados e invertebrados). Incluso existen informes sobre comportamientos aprendidos en larvas de Drosophila.[7]

## Un gen para X
En los primeros años de la genética se sugería que podía haber "un gen para" una amplia gama de características particulares. Esto se debía en parte a que los ejemplos estudiados a partir de Mendel se centraban inevitablemente en genes cuyos efectos podían identificarse fácilmente; en parte a que así era más fácil enseñar ciencias; y en parte a que las matemáticas de la dinámica evolutiva son más sencillas si existe una correspondencia simple entre genes y características fenotípicas. 
Esto ha llevado a la percepción general de que existe "un gen para" rasgos arbitrarios,  generando controversia en casos particulares como el supuesto " gen gay ".  Sin embargo, a la luz de las complejidades conocidas de las redes de expresión genética (y de fenómenos como la epigenética ), está claro que los casos en los que un solo gen "codifica" un efecto fenotípico único y discernible son raros, y que las presentaciones en los medios de "un gen" para X" simplifican excesivamente la gran mayoría de situaciones.

## Los genes como modelo
Existe la creencia generalizada de que los genes proporcionan un "plano" del organismo, del mismo modo que los planos arquitectónicos o de ingeniería mecánica describen edificios o máquinas. A nivel superficial, los genes y los planos convencionales comparten la propiedad común de ser poco dimensionales (los genes se organizan como una cadena unidimensional de nucleótidos; los planos suelen ser dibujos bidimensionales en papel), pero contienen información sobre estructuras totalmente tridimensionales. Sin embargo, este punto de vista ignora las diferencias fundamentales entre genes y planos en cuanto a la naturaleza de la correspondencia entre la información de bajo orden y el objeto de alto orden.
En el caso de los sistemas biológicos, una larga y complicada cadena de interacciones separa la información genética de las estructuras y funciones macroscópicas . El siguiente diagrama simplificado de causalidad ilustra esto:
Genes → Expresión génica → Proteínas → Vías metabólicas → Estructuras subcelulares → Células → Tejidos → Órganos → Organismos
Incluso a pequeña escala, la relación entre genes y proteínas (alguna vez consideradas como " un gen, un polipéptido ")  es más complicada debido al empalme alternativo.

Además, las cadenas causales que van de los genes a la funcionalidad no están separadas ni aisladas, sino entrelazadas, sobre todo en las rutas metabólicas (como los ciclos de Calvin y del ácido cítrico) que enlazan una sucesión de enzimas (y, por tanto, de productos génicos) para formar un sistema bioquímico coherente. Además, el flujo de información en la cadena no es exclusivamente unidireccional. Mientras que el dogma central de la biología molecular describe cómo la información no puede retroceder hasta la información genética heredable, las demás flechas causales de esta cadena pueden ser bidireccionales, con complejas retroalimentaciones que regulan en última instancia la expresión génica.

Este estilístico diagrama esquemático muestra un gen en relación con la estructura de doble hélice del ADN y con un cromosoma (derecha). Los intrones son regiones que suelen encontrarse en los genes eucariotas y que se eliminan en el proceso de empalme: sólo los exones codifican la proteína. Este diagrama denomina gen a una región de sólo 40 bases aproximadamente. En realidad, la mayoría de los genes son cientos de veces más grandes y tienen varios intrones, a veces más de 100.

Esta compleja relación entre genotipo y fenotipo no es un mapa lineal sencillo de descifrar. En lugar de describir la información genética como un plano, algunos han sugerido que una analogía más apropiada es la de una receta de cocina,en la que una colección de ingredientes se combina mediante un conjunto de instrucciones para formar una estructura emergente, como un pastel, que no se describe explícitamente en la propia receta. 

## Los genes como palabras
Popularmente se supone que un gen es "una secuencia lineal de nucleótidos a lo largo de un segmento de ADN que proporciona las instrucciones codificadas para la síntesis de ARN"  e incluso algunos diccionarios médicos actuales definen un gen como "una unidad hereditaria que ocupa un lugar específico". Su ubicación en un cromosoma determina una característica particular de un organismo al dirigir la formación de una proteína específica y es capaz de replicarse en cada división celular. 
De hecho, como ilustra esquemáticamente el diagrama, los genes son conceptos mucho más complicados y escurridizos. Una definición moderna razonable de gen es "una región localizable de secuencia genómica, correspondiente a una unidad de herencia, que se asocia con regiones reguladoras, regiones transcritas y/u otras regiones de secuencia funcional." 
Este tipo de percepción errónea se perpetúa cuando los principales medios de comunicación informan que el genoma de un organismo ha sido "descifrado", cuando quieren decir que simplemente ha sido secuenciado. 